# Valdo (kabowerdeński piłkarz)
Valdo, właśc. Valmiro Lopes Rocha (ur. 23 kwietnia 1981 w Villablino) – kabowerdeński piłkarz urodzony w Hiszpanii, występujący na pozycji pomocnika, zawodnik Lealtad. W latach 2001–2002 gracz Realu Madryt. Następnie grał w takich klubach jak: CA Osasuna, Espanyol Barcelona, Málaga CF i Levante UD.